# Симеон Македонски
Симеон Македонски е български плувец, роден на 4 април 1977 г. във Варна.

## Биография
Започва да тренира плуване при известната треньорка Хриска Пейчева. Най-големите си успехи постига при треньорите Борислав Георгиев (ПК Черно море-Варна) и Лазар Каменов (НСА-София). Завършил е Националната спортна академия. Бил е състезател на ПК Черно море-Варна, НСА-София, Славия-София и Люлин-София.
За последно се състезава за НСА-София на Републиканското п-во на 25 м басейн през март 2006 г. Многократен републикански шампион при юноши и мъже на 50, 100 и 200 метра бътерфлай, както и на 50 и 100 метра свободен стил при мъже.
През 1991 г., Симеон Македонски печели плувния маратон Галата-Варна и е най-младият победител в историята на надпреварата (на 14 години).
През 1994 г. става балкански шампион на 100 м бътерфлай за юноши и завършва на 10 място на Европейското първенство за юноши в Пардубице (Чехия).
На следващата година на турнир в София, побеждава световния шампион на 100 м бътерфлай от Палма де Майорка 1993 Милош Милошевич и поставя национален рекорд за младежи на 25 м басейн – 0.24.97, рекорд който е подобрен след почти 20 години от Антъни Иванов.
Участва на Европейските първенства на 50 метров басейн във Виена 1995 и Истанбул 1999, както и на 25 метров басейн в Антверпен 2001.
Държи националния рекорд на 50 м бътерфлай на голям басейн (0.25.10) от 1999 г. до 2003 г., когато е подобрен от Георги Палазов.
През 2000 г. участва на Олимпийските игри в Сидни. Плува само 100 м бътерфлай, но е един от най-добре представилите се български плувци, като заема 38 място с личен резултат от 0.55.49.
Понастоящем живее в САЩ.